# 웨이브스 (영화)
《웨이브스》(영어: Waves)는 2019년 개봉한 미국의 드라마 영화이다. 트레이 에드워드 슐츠가 감독과 각본을 맡았다. 2019 텔류라이드 영화제에서 전 세계 최초로 공개되었다.